# Паваротти, Лучано
Луча́но Паваро́тти (итал. Luciano Pavarotti; 12 октября 1935, Модена — 6 сентября 2007, Модена) — итальянский оперный певец (тенор), один из самых выдающихся оперных певцов XX века.
Отмечают, что благодаря своему вокальному мастерству, характерной лёгкости звукоизвлечения, сочетающимся «с высокой индивидуальностью, излучающей тепло и жизнерадостность», Паваротти стал «одной из „суперзвёзд“ оперной сцены 20 столетия». Его популярности способствовали также частые появления в прессе и трансляции выступлений певца по телевидению.
Лучано Паваротти вошёл в поп-культуру после исполнения арии «Nessun dorma» на церемонии открытия мирового кубка ФИФА 1990 года в Италии, тогда же начинается сотрудничество Паваротти с Пласидо Доминго и Хосе Каррерасом в проекте «Три тенора» — цикле концертов трёх артистов, призванных донести оперный репертуар до широкой аудитории. В дальнейшем «Три тенора» продолжали совместные выступления в течение 15 лет, имея большой коммерческий успех. Кроме того, певец поддерживал дружеские отношения со многими поп- и рок-исполнителями, и неоднократно участвовал с ними в совместных концертах, которые носили название «Паваротти и друзья». При этом Паваротти постоянно поддерживал свой статус в мире оперы, оставаясь академическим певцом.
Паваротти уделял большое внимание благотворительной деятельности, он был отмечен наградами за работу по сбору денежных средств для беженцев и Красного Креста.

## Биография

### Детство и годы обучения
Лучано Паваротти родился на окраине города Модена на севере Италии в семье Фернандо Паваротти — пекаря и певца, и Адель Вентури — рабочей на фабрике по производству сигар. Несмотря на то что семья имела мало денег, певец всегда отзывался с любовью о своём детстве. Четверо членов семьи жили в двухкомнатном жилище. Вторая мировая война вынудила семью уйти из города в 1943 году. В течение последующего года они снимали одну комнату на ферме в соседней деревне, где Паваротти заинтересовался фермерством.
Ранние музыкальные пристрастия Паваротти заключались в записях его отца, большинство из которых включали популярных теноров тех времён — Энрико Карузо, Беньямино Джильи, Джованни Мартинелли и Тито Скипа. Когда Лучано было около девяти лет, он начал петь со своим отцом в небольшом местном церковном хоре. Также в период молодости он провёл несколько уроков с профессором Донди и его женой, однако не придавал им большого значения.
После окончания магистерской школы (Scuola Magistrale, школа среднего образования в Италии) Паваротти столкнулся с необходимостью выбора профессии. Увлекаясь футболом, он подумывал о спорте, хотел быть вратарём, но мать убедила его стать учителем. Впоследствии он преподавал в начальной школе два года, но в конце концов интерес к музыке взял верх. Осознавая весь риск, отец с неохотой согласился содержать Лучано до 30 лет, после которых, если ему не повезёт с карьерой певца, он будет зарабатывать себе на пропитание сам, теми способами, которыми сможет.
Паваротти начал серьёзное обучение в 1954 году в возрасте 19 лет с тенором Арриго Пола в Модене, который, зная о бедности семьи, предложил давать уроки без оплаты. Занимаясь с этим педагогом, Паваротти узнал, что у него абсолютный слух. Примерно в это время Паваротти познакомился с Адуа Верони, которая также была оперной певицей. Лучано и Адуа поженились в 1961 году. Когда через два с половиной года Пола уехал в Японию, Паваротти стал учеником Эттори Кампогаллиани, который также учил подругу детства Паваротти, в дальнейшем также успешную певицу, сопрано Миреллу Френи. Во время обучения Паваротти работал сначала учителем в начальной школе, затем страховым агентом.
Первые шесть лет обучения не привели ни к чему большему, чем нескольким бесплатным сольным концертам в маленьких городах. Когда на голосовых связках образовалось утолщение (складка), что вызвало «ужасный» концерт в Ферраре, Паваротти решил закончить петь. Однако впоследствии утолщение не только исчезло, но, как певец говорил в автобиографии, «всё, что я выучил, пришло вместе с моим натуральным голосом, чтобы сделать звук таким, какого я так тяжело добивался».

### Ранняя карьера (1960—1980)
Творческая карьера Паваротти началась в 1961 году с победы на Международном конкурсе вокалистов, которую он разделил с обладателем баса Дмитрием Набоковым. В том же году вместе с Набоковым он дебютировал в Театре Реджио Эмилия, исполнив партию Рудольфа в «Богеме» Дж. Пуччини. Эту же партию он исполнил в 1963 году в Венской опере и лондонском «Ковент-Гардене».
Дебют Паваротти в США состоялся в оперном театре Майами в феврале 1965 года, когда он спел Эдгара в «Лючии ди Ламмермур» Гаэтано Доницетти вместе с Сазерленд. Тенор, который должен был петь в тот вечер, заболел и не имел дублёра. Так как Сазерленд была с ним в туре, она рекомендовала молодого Паваротти, хорошо знакомого с ролью.
В последующие годы он пел в «Ковент-Гарден» партии Эльвино в «Сомнамбуле» Беллини, Альфреда в «Травиате» Верди, Герцога Мантуанского в вердиевском «Риголетто». Партия Тонио в опере «Дочь полка» Доницетти, спетая в 1966 году, принесла Паваротти международную известность. После этого его стали называть «королём верхнего до». В том же году Паваротти дебютировал в миланском «Ла Скала», где исполнил партию Тибальда в «Капулетти и Монтекки» Беллини. Со временем певец стал обращаться к драматическим ролям: Каварадосси в «Тоске» Пуччини, Риккардо в «Бале-маскараде», Манрико в «Трубадуре», Радамес в «Аиде» Верди, Калаф в «Турандот».
С 1971 года Паваротти регулярно выступал на фестивале «Арена ди Верона», участвовал в концертах. Гастролировал с «Ла Скала» в Москве (1974). Среди записей партии в десяти операх Верди, пяти операх Пуччини; партии Канио в «Паяцах» (дирижёр Риккардо Мути, Philips), Энцо в одной из наиболее удачных записей «Джоконды» Понкьелли (дирижёр Бруно Бартолетти, Philips) и другие.

### Поздний период творчества
В начале 1980-х годов Паваротти основывает международный конкурс молодых исполнителей (англ. The Pavarotti International Voice Competition). С победителями первого конкурса 1982 году он исполнил отдельные фрагменты «Богемы» и «Любовного напитка». Второй конкурс состоялся в 1986 году и с его победителями Паваротти тоже исполняет отдельные фрагменты «Богемы» и «Бала-маскарада» (итал. «Un ballo in maschera»). На празднование 25-летия своей карьеры Паваротти приглашает победителей этого конкурса в Италию, где они исполняли «Богему» в его родном городе Модене, а также в Генуе. Этот тур был продолжен в столице Китая — Пекине, где Паваротти впервые выступил перед 10-тысячной аудиторией, подарив слушателям все знаменитые «До» второй октавы, а публика, в свою очередь, аплодировала стоя. С победителями третьего конкурса 1989 года он исполняет «Любовный напиток» и «Бал-маскарад». Победители пятого конкурса сопровождали певца на его гастролях в Филадельфии 1997 года.
В середине 1980-х годов Паваротти возвращается к сотрудничеству с Венской государственной оперой и Ла Скала. В Вене Паваротти исполняет Рудольфо из «Богемы» дуэтом с Миреллой Френи в роли Мими; Неморино — в «Любовном напитке»; Радамеса в «Аиде»; Рудольфо в «Луизе Миллер» ; Густаво в «Бале-маскараде»; в последний раз Паваротти выступает в Венской опере в 1996 году в «Андреа Шенье» (фр. «Andrea Chénier»).

В 1985 году на сцене Ла Скала Паваротти, Мария Кьяра и Лука Ронкони (итал. Luca Ronconi) под руководством Маазеля исполнили «Аиду». Ария «Celeste Aida» в его исполнении была встречена двухминутными овациями. 24 февраля 1988 года в Берлине Паваротти устанавливает новый рекорд Книги Гиннесса: в Дойче Опера после исполнения «Любовного напитка» зрители вызывали артиста на поклоны 165 раз. В этот год тенор снова поёт в «Богеме» с Миреллой Френи в доме Оперы Сан-Франциско. В 1992 году Паваротти в последний раз появляется на сцене Ла Скала в новой постановке «Дона Карлоса» Франко Дзеффирелли. Это выступление было негативно оценено критиками и частью зрителей, после чего Паваротти в Ла Скала больше не выступал. 

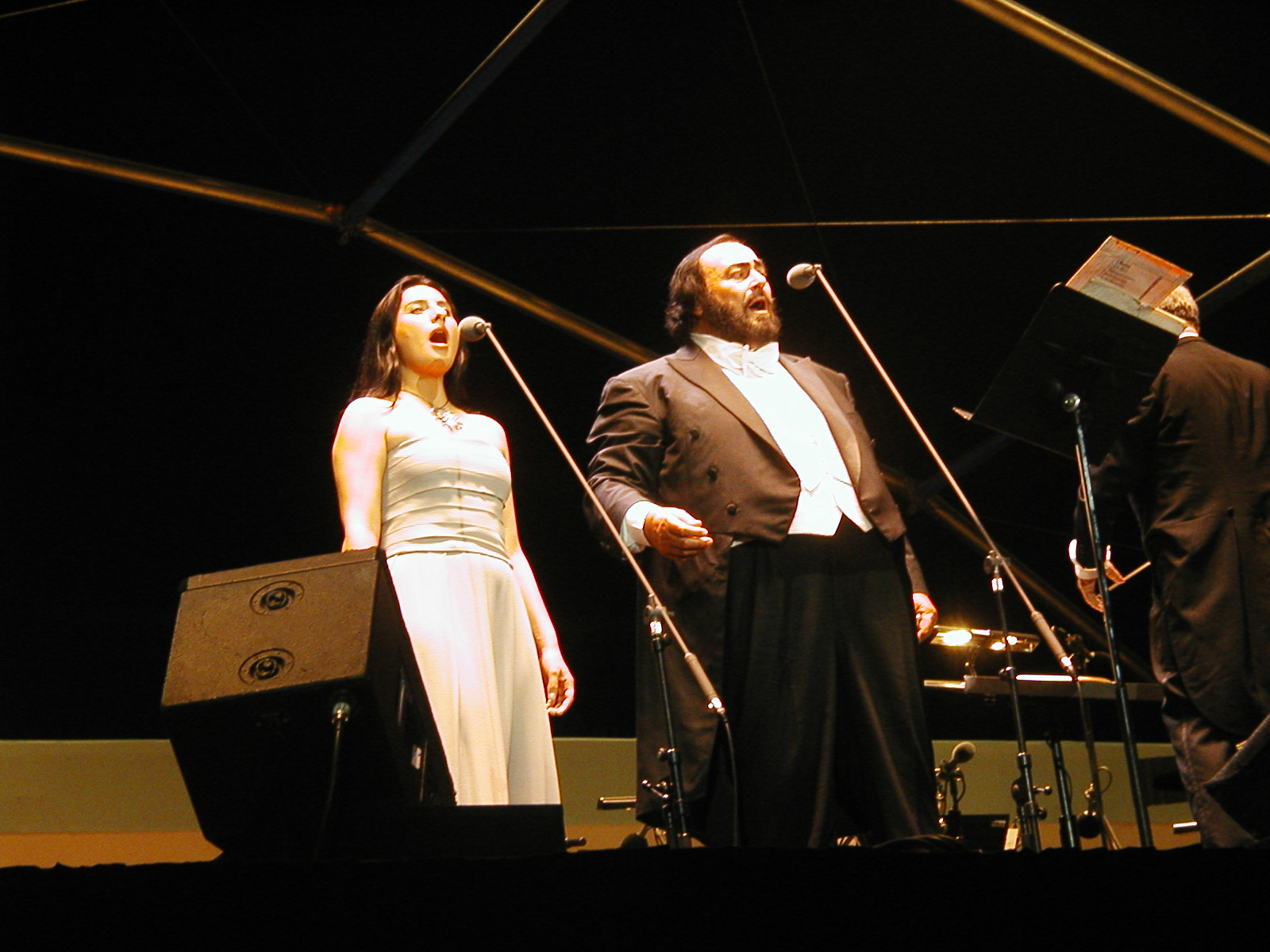
Лучано Паваротти, поющий на стадионе Велодром в Марселе 15 июня 2002 года

Новую волну мировой славы Паваротти принесло исполнение арии «Nessun Dorma» из оперы Джакомо Пуччини «Турандот» в 1990 году. Компания Би-би-си сделала её темой своих трансляций Чемпионата мира по футболу в Италии. Эта ария стала такой же популярной, как поп-хит, и стала визитной картой исполнителя. Во время финала чемпионата «Три тенора» исполнили арию «Nessun Dorma» на территории древних бань Каракаллы в Риме, и копий этой записи было продано больше, чем копий какой-либо другой мелодии за всю историю музыки, что также зафиксировано в Книге рекордов Гиннесса. Так Паваротти вынес оперу на улицу к людям. 
В 1991 году он сольно выступил в лондонском Гайд-парке, где собрал 150-тысячную аудиторию; в июне 1993 года в Центральном парке Нью-Йорка великого тенора собралось послушать более 500 тысяч человек, и более миллиона зрителей смотрели трансляцию по телевидению. В сентябре того же года состоялся открытый концерт на Марсовом поле в Париже для более чем 300 тысяч слушателей. По традиции, концерты «трёх теноров» также состоялись и на следующих чемпионатах мира по футболу в Лос-Анджелесе (1994), в Париже (1998) и Йокогаме (2002).
Одновременно с популярностью в профессиональных кругах шоу-бизнеса росла слава Паваротти как «короля отмен». Будучи непостоянной артистической натурой, Лучано Паваротти мог отменить своё выступление в последний момент, причиняя тем самым значительные убытки концерт-холлам и домам оперы.

### Успех
Лучано Паваротти был одним из самых популярных у публики и признаваемых критикой оперных теноров XX столетия.
На свои сольные концерты Паваротти собирал сотни тысяч слушателей. 500 тысяч зрителей слушали его концерт в Центральном парке Нью-Йорка — такую аудиторию не собирал ни один из популярных исполнителей. С 1992 года Паваротти участвовал в благотворительных концертах «Паваротти и друзья». Благотворительный проект получил колоссальную известность благодаря участию рок-музыкантов Брайана Мэя и Роджера Тейлора (Queen), Стинга, Элтона Джона, Боно и Эджа (U2), Эрика Клептона, Джона Бон Джови, Брайана Адамса, Би Би Кинга, Селин Дион, Энни Леннокс и Дэйв Стюарт (Eurythmics), Эросс Рамазотти, Барри Уайд, Джеймс Браун, Мит Лоуф, Мэрайя Кэри, Стиви Уандер, Лайонел Ричи, Джо Коккер, Рики Мартин, Джордж Майкл, Андреа Бочелли, Саймонт Ле Бон (Duran Duran) и группы Cranberries, Spice Girls, Savage Garden, Aqua известных итальянских исполнителей, которые вместе с Паваротти и оркестром исполняли свои лучшие произведения. Работать в этом проекте почитали за честь многие поп- и рок-музыканты. Альбомы, записанные проектом «Паваротти и друзья», стали сенсацией на рынке популярной музыки.

Многие любители критиковали Паваротти за подобные эксперименты, заставляющие воспринимать серьёзную музыку как развлечение, и во многих крупных театрах ходило выражение: «Оперу загубили три человека и все три — теноры». К проекту «3 тенора» можно, конечно, относиться по-разному, но не стоит забывать, что это была благотворительная акция, посвящённая выздоровлению Хосе Каррераса, и именно благодаря «трём тенорам» Паваротти и Доминго — давние враги помирились и стали выступать вместе в серьёзных «настоящих» спектаклях, таких, как «Плащ» Пуччини и «Паяцы» Леонкавалло в «Метрополитен Опера» в один вечер. Лучано Паваротти — легенда. Он произвёл оперную революцию, и даже его самые непримиримые критики не будут спорить, что его имя навсегда останется синонимом красоты человеческого голоса.— Виктор Коршиков. Паваротти покидает оперную сцену. «Русский Базар», № 16 (312), 2002 г.

### Завершение карьеры и смерть
В 2004 году Лучано Паваротти простился со зрителями. Он в последний раз вышел на сцену «Метрополитен-опера» в роли Марио Каварадосси в опере Пуччини «Тоска». Перед спектаклем он официально объявил о том, что покидает оперную сцену. В «Метрополитен-опере» был аншлаг — несмотря на то, что временами голос Паваротти звучал слабее, чем обычно, зал проводил его 11-минутной овацией. Последнее выступление Паваротти состоялось 10 февраля 2006 года в Турине, на церемонии открытия XX Зимних Олимпийских игр: он исполнил Nessun dorma из оперы Пуччини «Турандот».
Лучано Паваротти скончался в 5 утра 6 сентября 2007 года, не дожив немногим более месяца до своего 72-летия, от рака поджелудочной железы, в своём доме в Модене. Прощание и похороны маэстро прошли 8 сентября 2007 года. Лучано Паваротти был похоронен на кладбище Montale Rangone под Моденой, в семейном склепе, рядом с родителями и мертворождённым сыном.

## Личная жизнь
В первом браке с Адуа Верони (1961—2000) у Паваротти родилось три дочери: Лоренца, Кристина и Джулиана. Во втором браке с Николеттой Мантовани (2003—2007) родилась дочь Аличе, чей брат-близнец появился на свет мёртвым.

## Репертуар
Винченцо Беллини
- «Пуритане» (Артур)
- «Сомнамбула» (Эльвино)
- «Капулетти и Монтекки» (Тебальдо)
- «Беатриче ди Тенда» (Оромбелло)
- «Норма» (Поллион)

Арриго Бойто
- «Мефистофель[англ.]» (Фауст)

Джузеппе Верди
- «Аида» (Радамес)
- «Травиата» (Альфред)
- «Риголетто» (Герцог Мантуанский)
- «Трубадур» (Манрико)
- «Макбет» (Макдуф)
- «Луиза Миллер» (Родольфо)

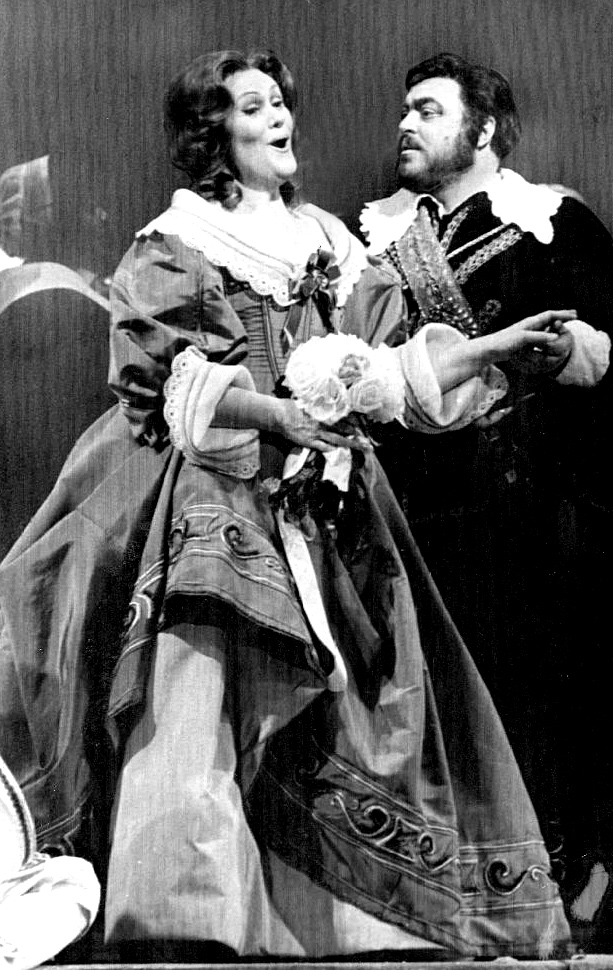
Лучано Паваротти и Джоан Сазерленд в опере «Пуритане» (21 февраля 1976 года)

- «Ломбардцы в первом крестовом походе» (Оронте)
- «Бал-маскарад» (Риккардо)
- «Отелло» (Отелло)
- «Дон Карлос» (Дон Карлос)
- «Эрнани» (Эрнани)

Умберто Джордано
- «Андре Шенье» (Андре Шенье)

Гаэтано Доницетти
- «Дочь полка» (Тонио)
- «Фаворитка» (Фернандо)
- «Лючия ди Ламмермур» (Эдгаро)
- «Любовный напиток» (Неморино)
- «Мария Стюарт» (Роберт Лестер)

Руджеро Леонкавалло
- «Паяцы» (Канио)

Пьетро Масканьи
- «Сельская честь» (Туридду)
- «Друг Фриц» (Фриц Кобус)

Жюль Массне
- «Манон» (де Грие)
- «Вертер» (Вертер)[5]

Вольфганг Амадей Моцарт
- «Идоменей, царь Критский» (Идамант, Идоменей)

Амилькаре Понкьелли
- «Джоконда» (Энцо Гримальдо)

Джакомо Пуччини
- «Манон Леско» (де Грие)
- «Мадам Баттерфляй» (Пинкертон)
- «Богема» (Рудольф)
- «Тоска» (Марио Каварадосси)
- «Турандот» (Калаф)

Джоаккино Россини
- «Вильгельм Телль» (Арнольд Мельхталь)

Рихард Штраус
- «Кавалер розы» (Итальянский певец)

## Признание
- В 1998 году Паваротти был награждён премией «Легенда Грэмми», которой награждали всего 15 раз с момента основания (1990 г.).
- Введён в Зал славы журнала Gramophone[6].
- Почётный гражданин Сараево (2006)[7].